# Mirococcus ulykpani
Mirococcus ulykpani är en insektsart som beskrevs av Danzig 1990. Mirococcus ulykpani ingår i släktet Mirococcus och familjen ullsköldlöss.
Artens utbredningsområde är Mongoliet. Inga underarter finns listade i Catalogue of Life.